# Rosochy (województwo opolskie)
Rosochy – wieś w Polsce położona w województwie opolskim, w powiecie oleskim, w gminie Praszka.
W latach 1975–1998 miejscowość położona była w województwie częstochowskim.